# Karl Bischoff
Karl Bischoff (ur. 9 sierpnia 1897, zm. 2 października 1950) – niemiecki architekt, inżynier oraz SS-Sturmbannführer.

## Życiorys
Urodził się w miejscowości Neuhemsbach niedaleko Kaiserslautern w Niemczech. W wieku 20 lat wstąpił do służby w Luftwaffe, gdzie od 1935 roku pracował w biurze konstrukcyjnym. Po podbiciu Francji przez III Rzeszę zaangażowany został do budowy oraz rozbudowy lotnisk dla niemieckich sił powietrznych. Na stanowisku tym spotkał SS-Gruppenführera Hansa Kammlera, który był szefem trzeciego oddziału C (niem. Amtsgruppe C – Bauwesen) zajmującego się budownictwem Głównego Urzędu Gospodarki i Administracji SS. Zaproponował on Bischoffowi objęcie kierowniczego stanowiska w regionalnym oddziale w okupowanym Oświęcimiu.
W październiku 1941 Bischoff przybył do niemieckiego obozu w Oświęcimiu, gdzie objął funkcję kierownika centralnego biura konstrukcyjnego Waffen SS (niem. Zentralbauleitung der Waffen SS und Polizei, Auschwitz O/S). Na stanowisku tym zajął się wdrożeniem planów rozbudowy obozu koncentracyjnego oraz budową nowej filii w Brzezince, oddalonej od oświęcimskiego obozu o trzy kilometry i przeznaczonej dla jeńców wojennych. Po przybyciu do obozu Bischoff oszacował koszty realizacji planów budowlanych SS w Oświęcimiu na 20 milionów marek niemieckich.
Teren, który przeznaczono pod rozbudowę obozu, mierzył 720×2340 metrów. Zaplanowano na nim wzniesienie 174 baraków mieszkalnych dla szybko powiększającej się liczby osadzonych więźniów. W przeciwieństwie do poprzednika na swoim stanowisku, Bischoff okazał się bardzo skutecznym i kompetentnym urzędnikiem. Pod jego kierownictwem wybudowano nowy podobóz Birkenau, cztery wielkie krematoria, saunę, nowy budynek dla personelu macierzystego obozu Auschwitz I oraz setki innych budynków obozowych. W dniach 17–18 lipca 1942 roku Oświęcim odwiedził Heinrich Himmler, który podjął decyzję o zwiększeniu pojemności obozu jenieckiego w Birkenau do 200 tysięcy.
W roku 1943 Bischoff, jako nadzorca budowy, poinformował zwierzchników w Berlinie o ukończeniu planowanych robót. Po rozbudowie starych krematoriów i zwiększeniu ich liczby do pięciu znacznie wzrosła ich efektywność. Od tej pory możliwe było spalenie w nich w 24 godziny 4756 ciał. W piśmie Bischoffa z 29 stycznia 1943 skierowanym do Hansa Kammlera jest wzmianka o komorze gazowej (niem. Vergasungskeller). 30 stycznia 1944  Bischoff został odznaczony za swoje osiągnięcia Krzyżem Żelaznym I klasy.
W kwietniu 1944 opuścił obóz Auschwitz-Birkenau i udał się do Katowic, gdzie otrzymał awans na kierownika inspekcji budowlanej Waffen-SS i Policji na Śląsk oraz Czechy. Stanowisko to zajmował do końca wojny. Po wojnie prawie cała dokumentacja dotycząca jego wkładu w rozbudowę niemieckiego obozu koncentracyjnego Auschwitz-Birkenau znalazła się w rękach Rosjan. Bischoff oraz jego rola pozostała nieznana opinii społecznej aż do jego śmierci w 1950 roku.

## Film
- Karl Bischoff został przedstawiony w paradokumentalnym brytyjskim serialu pt. Auschwitz. Naziści i „ostateczne rozwiązanie”. Zagrał go w 2 i 3 odcinku polski aktor Stanisław Górka[9].